# Локальне програмне забезпечення
Локальне програмне забезпечення (англ. On-premises software, і англійською часто пишеться як «on-premise»)   це програмне забезпечення, що встановлюється та працює на комп’ютері особи чи серверах організації, які використовують це програмне забезпечення та виконують з ним весь цикл, як розгортання, конфігурування, так і експлуатація та оновлення. Локальне програмне забезпечення протиставляється моделі програмне забезпечення як послуга, або розміщенні в хмарі.

## Порівняння між локальним програмним забезпеченням та хмарним (SaaS)

### Місцезнаходження
Локальне програмне забезпечення розгортається на внутрішніх ресурсах підприємства, разом з апаратним забезпеченням та іншою інфраструктурою.  
Хмарне ПЗ зазвичай виконується в центрах обробки даних провайдера, причому географічне місце знаходження серверів невизначено. Клиєнт може визначити з точністю до регіону де знаходиться центр обробки даних, якщо у клієнта є вимога щодо географії, але не стійки або сервера. Відсутність прив'язки до конкретних серверів визначає хмарне ПЗ.

### Витрати, необхідні для доступу до послуг
Впровадження локального програмного забезпечення потребує деяких інвестицій або витрат. Наприклад для роботи ПЗ необхідна інфраструктура, що потребує великих початкових витрат на її придбання. Експлуатація обладнання потребує витрат компанії на ІТ-персонал. Також необхідні ресурси на розгортання, первісне налаштування, впровадження. 
Якщо ПЗ потребує ліцензування, то під час розгортання компанія має придбати ліцензію на програмне забезпечення, а також в залежності від моделі ліцензування потребується регулярна оплата (підписка), клієнтські ліцензії тощо.
Безкоштовне ПЗ не потребує плати за ліцензування, втім впровадження та подальша експлуатація відбувається ресурсами компанії.
Втім SaaS модель в будь якому випадку потребує оплати, в більшості випадків використовується модель підписка. Але клієнт не витрачає ресурсів на первісне розгортання та налаштування серверної частини ПЗ.

### Види програмного продукту
З функціональної та комерційної точки зору існує 3 основних типи програмних продукту: 
- Чистий програмний продукт
- Вбудований програмний продукт
- Спеціальне програмне забезпечення

Чистий програмний продукт в переважно продається та купується як окремий програмний продукт та не входить до складу інших продуктів. Хоча він не залежить від інших продуктів, проте він іноді інтегрується з іншими платформами та продуктами, щоб надати додаткову функціональність, проте це опціонально.
Вбудований програмний продукт не продається окремо, а радше розглядається як частина яка включена в інший продукт, не обов'язково програмний продукт. Прикладами такого є вбудоване ПЗ в мобільний телефон або електроні пристрої.
Спеціалізоване програмне забезпечення - це програмне забезпечення, розроблене для вирішення специфічних потреб та компанії. Таке програмне забезпечення має власні програмні розробки розробляється з нуля командою розробників, або дуже дороблюються попередньо впроваджені інформаційні системи та платформи.

## Приклади локального програмного забезпечення
Програми, призначені для одного користувача на одному комп'ютері, наприклад, текстові редактори, медіаплеєри, офісний пакет.
- Програми, вбудовані в електронні пристрої, наприклад, програмне забезпечення для маршрутизаторів, принтерів.
- Програмне забезпечення для безпеки: Антивіруси, брандмауери, Система виявлення вторгнень.

Приклади локального ПЗ, які можуть бути розгорнуті як локальне, так і в хмарному середовищі:
- Серверне програмне забезпечення,  що призначено для роботи в локальній мережі, наприклад, сервери баз даних, вебсервери.
- ERP, CRM, бухгалтерські програми, системи управління запасами та інше бізнес-програмне забезпечення.
- Статистичні пакети, програмне забезпечення для візуалізації даних, інструменти для розробки ПЗ.

## Дивись також
- Клієнт (інформатика)
- Самохостинг (веб-сервіси)

1. ↑  on-premises (Webopedia)
2. ↑  Definition of PREMISE. www.merriam-webster.com (англ.). 18 лютого 2024. Процитовано 27 лютого 2024.
3. ↑  Boillat, Thomas; Legner, Christine (22 серпня 2013). From On-Premises Software to Cloud Services: The Impact of Cloud Computing on Enterprise Software Vendors' Business Models. Journal of Theoretical and Applied Electronic Commerce Research. doi:10.4067/S0718-18762013000300004.
4. ↑  Harvey, Cynthia (8 березня 2018). Cloud vs. On-Premises Software: the Cloud Debate. Datamation.
5. ↑  Link, Björn; Back, Andrea (2015). Classifying Systemic Differences between Software As A Service and On-Premises Enterprise Resource Planning. Journal of Enterprise Information Management. 28 (6): 808—837. doi:10.1108/JEIM-07-2014-0069.
6. 1 2  Hietala, Juhana (2015). Challenges of Software Product Companies: Results of a National Survey in Finland. IEEE Computer Society.